# Tank controls
Tank controls (z ang. ‘sterowanie czołgiem’) – schemat sterowania stosowany w grach komputerowych, w którym gracz kontroluje ruch grywalnej postaci w zależności od jej pozycji, a nie perspektywy kamery gry.

## Mechanika działania
W grach wykorzystujących schemat tank controls wciśnięcie na padzie kierunkowym kontrolera przycisku „w górę” porusza postać w kierunku, w którym skierowana jest jej twarz, „w dół” sprawia, że się cofa, zaś „w lewo” i „w prawo” obraca ją, pozwalając spojrzeć w inne miejsce, w które ma przemieścić się po wciśnięciu „w górę”. Stanowi to znaczącą różnicę względem innych gier, w których postacie poruszają się w kierunku wskazywanym przez gracza z perspektywy kamery. W niektórych grach z tym rodzajem sterowania kamera pozostaje nieruchomo w miejscu przewidzianym przez twórców bez możliwości jej zmiany, w innych obraca się tylko wraz z postacią. Termin ten nawiązuje bezpośrednio do układów kierowniczych starych czołgów, które musiały całkowicie się zatrzymać zanim mogły skręcić. 
Schemat ten stosowano często w trójwymiarowych grach powstałych w latach 90., takich jak Alone in the Dark (1992), Grim Fandango (1998) czy pierwsze odsłony serii Resident Evil i Tomb Raider. Pozwala on na zachowanie kierunku postaci kiedy zmienia się kąt kamery. Tim Schafer, projektant Grim Fandango, zdecydował się na zastosowanie tank controls, ponieważ pozwalało twórcom na stworzenie „filmowych” cięć bez sprawiania, że gracz tracił poczucie kierunku. Shinji Mikami, reżyser pierwszego Resident Evil (1996), stwierdził, że taki schemat sterowania w połączeniu z kątem kamery, którego gracz nie może zmienić, sprawia, że gra jest bardziej straszna.

## Krytyka
Tank controls często krytykowano jako rozwiązanie nieintuicyjne i niewygodne. Wraz z tym, jak standardem w kontrolerach stały się gałki analogowe, schemat stosowano coraz rzadziej, w grach trójwymiarowych zastępując go możliwością swobodnego obracania kamerą za pomocą prawej gałki i sterowania postacią lewą. Zremasterowane wersje Grim Fandango, Resident Evil i Tomb Raider pozwalają na przełączenie się pomiędzy tank controls a uwspółcześnionym sterowaniem, a późniejsze odsłony Resident Evil i Tomb Raider całkowicie porzuciły ten schemat. Współcześnie uznawany jest on przez producentów za archaiczny, a jakieś jego formy – klasyczne bądź nawiązujące do niego – pojawiają się stosunkowo rzadko, chociażby w takich grach jak Until Dawn (2015) czy The Medium (2021).